# José Caviedes
José Bernardo Caviedes López, más conocido como Pepe Caviedes (Santiago, 22 de julio de 1947-Ibídem , 12 de noviembre de 2016) fue un director, productor y guionista de televisión chileno. Reconocido por dirigir grandes producciones dramáticas de Protab junto a Arturo Moya Grau para Canal 13 y Televisión Nacional de Chile.
Estuvo casado con la actriz Ximena Vidal.

## Filmografía

### Director
- 1967 - Juani en sociedad
- 1968 - El socio
- 1969 - La señora
- 1969 - El rosario de plata
- 1970 - Cuarteto para instrumentos de muerte
- 1970 - Martín Rivas
- 1970 - El padre Gallo
- 1971 - La amortajada
- 1972 - La sal del desierto
- 1975 - María José
- 1975 - La otra Soledad
- 1975 - J. J. Juez
- 1976 - Sol tardío
- 1977 - La Colorina
- 1977 - El padre Gallo
- 1978 - El secreto de Isabel
- 1982 - Celos
- 1982 - Anakena
- 1984 - Andrea, justicia de mujer
- 1991 - Volver a empezar (reemplazo)